# Phaeothripa morena
Phaeothripa morena är en fjärilsart som beskrevs av Swinhoe 1901. Phaeothripa morena ingår i släktet Phaeothripa och familjen trågspinnare. Inga underarter finns listade i Catalogue of Life.